# Licenza di detenzione di armi in Italia
La licenza di detenzione di armi in Italia, nell'ambito della legislazione italiana sulle armi, è una particolare autorizzazione amministrativa concessa dal questore. Permette l'acquisto e la detenzione di armi e munizioni.

## Disciplina normativa generale
Come per il porto d'armi, la disciplina principale e i requisiti sono indicati nel testo unico delle leggi di pubblica sicurezza e dal relativo regolamento di attuazione (R.D. 6 maggio 1940, n. 635). Ai sensi dell'art. 35 comma 4 del testo unico, questa concessione (detta formalmente nulla osta) è rilasciata dalla questura di competenza solo a chi abbia compiuto la maggiore età e non abbia precedenti penali, previo possesso di certificato medico di idoneità psico-fisica rilasciato da una ASL, da strutture sanitarie militari o da un medico militare o appartenente alla Polizia di Stato da rinnovarsi ogni cinque anni. È altresì necessario che non ci siano motivi ostativi previsti, e comunque vengano rispettate le prescrizioni di legge (vedasi per esempio gli artt. 11, 12 e 43 del TULPS). Il rilascio di tale licenza è inoltre precluso agli obiettori di coscienza al servizio militare di leva in Italia, ma la legge 2 agosto 2007 n. 130 ha introdotto la possibilità per gli obiettori ammessi al servizio civile, una volta decorsi almeno 5 anni dalla data del congedo, di rinunciare al proprio status presentando una dichiarazione irrevocabile all'ufficio per il Servizio Civile Nazionale. È necessaria inoltre per il trasporto dell'arma presso il proprio domicilio, mentre chi sia già in possesso della licenza di porto d'armi non ha bisogno di predetta autorizzazione. 
Ha una durata temporale di 30 giorni, è valida su tutto il territorio nazionale e può essere rinnovata per un egual periodo di tempo, al fine di consentire l'acquisto dell'arma, che dovrà essere poi regolarmente soggetta a denuncia presso un commissariato della Polizia di Stato o una stazione dell'Arma dei Carabinieri in base all'art. 38 del TULPS. Consente la detenzione delle armi e delle munizioni nella propria abitazione e relative pertinenze, ma non il porto o il trasporto all'esterno, per il quale è obbligatoria una licenza di porto di armi o un'apposita licenza di trasporto (ad esempio per trasportare nel luogo di detenzione l'arma acquistata). Circa le armi da fuoco, è ammessa la detenzione di armi semiautomatiche entro particolari limiti e caratteristiche, mentre è vietata quella di armi automatiche.
Un particolare tipo è la licenza per collezione di armi, necessaria per acquisto e detenzione per fini collezionistici di armi artistiche, tare e antiche (art. 30 TULPS) consentendo di superare i normali limiti di armi detenibili secondo le previsioni di legge. Le armi inserite in collezione non possono essere portate ed è vietato detenere munizioni ad esse destinate, a meno che non si abbia altre armi di pari calibro fuori dalla collezione, anche se la licenza ha durata permanente (art. 32 TULPS). L'art. 5 del d.lgs. 10 agosto 2018, n. 104 stabisce che possono essere solamente presso un poligono di tiro per prova di funzionamento a intervalli non inferiori a 6 mesi, e per ogni occasione è consentito l'acquisto di 62 cartucce non soggette a denuncia, che andranno consumate entro 24 ore dall'acquisto. Al di fuori di tale ipotesi non è consentito detenere munizioni per tali armi.

## Obblighi di custodia
Gli artt. 20 e 20 bis della legge 18 aprile 1975, n. 110 pongono a carico del legittimo detentore degli obblighi di custodia secondo il criterio della "diligenza", nell'interesse di tutela della sicurezza pubblica, rimandando alla definizione della modalità di custodia alla decretazione del Ministero dell'interno. Deve esser quindi vietato l'accesso alle armi a particolari categorie di soggetti, come minori, tossicodipendenti e imperiti e/o incapaci all'uso di armi. In materia di obblighi di custodia, la sentenza della Suprema Corte di Cassazione n. 20474 del 13 maggio 2013 della - I sezione penale - ha tuttavia chiarito che non è necessario utilizzare casseforti né sistemi d'allarme per la custodia delle armi.

## Limitazioni alle armi detenibili

### Armi ad aria compressa
Le armi ad aria compressa, o a gas, sia lunghe sia corte, i cui proiettili siano dotati di energia cinetica superiore a 7,5 joule, sono considerate - ai sensi dell'art. 2 della legge 18 aprile 1975, n. 110 - "armi comuni da sparo", e quindi soggette alle previsioni normative del caso. Tali armi sono talvolta classificate per uso sportivo, ma in ogni caso sono soggette alle autorizzazioni di polizia previste per le armi da fuoco, in assenza delle quali si incorre nelle sanzioni penali previste per la detenzione abusiva e il porto abusivo di armi.

### Armi da fuoco
Un privato cittadino può detenere un numero massimo delle seguenti armi, se regolarmente denunciate:
- n. 3 armi classificate comuni (non da caccia né sportive) sia corte che lunghe in qualsiasi calibro consentito;
- n. 12 armi classificate comuni per uso sportivo sia corte che lunghe in qualsiasi calibro consentito;
- un numero illimitato di armi classificate comuni per uso di caccia, lunghe e di calibro consentito;
- n. 8 armi antiche, artistiche o rare, cioè di produzione antecedente al 1890 oppure di produzione non posteriore al 1920 ma di modello antecedente al 1890.

### Parti di armi da fuoco
Si possono detenere, con obbligo di denuncia, le seguenti parti di armi riconosciute come componenti essenziali per il funzionamento di un'arma:
- canna
- telaio
- fusto (comprese le parti sia superiore che inferiore note anche come "upper receiver" e "lower receiver")
- carrello
- tamburo
- otturatore / blocco culatta

### Caricatori
I caricatori, in passato considerati "parti di armi", non sono più soggetti a denuncia in base al d.lgs 10 agosto 2018, n. 104 se rispettino le seguenti caratteristiche:
- possono contenere fino a 20 colpi e sono destinati ad armi corte
- possono contenere fino a 10 colpi e sono destinati ad armi lunghe

Se si superano tali limiti, i caricatori diventano soggetti a denuncia, ma la detenzione è consentita esclusivamente a:
- tiratori sportivi iscritti a Federazioni sportive di tiro riconosciute dal CONI;
- tiratori iscritti alle sezioni dell'Unione Italiana Tiro a Segno;
- tiratori appartenenti alle associazioni dilettantistiche di tiro a segno affiliate al CONI.

### Cartucce
Nella detenzione di cartucce, a prescindere dal quantitativo acquisito, i limiti sono quelli usuali di:
- cartucce per arma corta o per arma lunga non da caccia per un numero massimo di 200 pezzi;
- cartucce da caccia con caricamento a pallini o a palla per un numero non superiore a 1500 pezzi.

Si possono detenere, effettuando la regolare denuncia, in numero massimo le seguenti tipologie di munizioni, 
- fino ad un massimo di 200 cartucce per arma corta o cartucce per arma lunga non da caccia. Una cartuccia è da intendersi per uso venatorio quando ha un calibro maggiore o uguale a 5,6 mm, ma, se pari a 5,6 mm, allora il bossolo a vuoto dovrà essere lungo almeno 40 mm.
- fino ad un massimo di 1500 cartucce a palla unica consentite per l'uso venatorio
- per le munizioni spezzate fino ad un massimo di 1000 cartucce a pallini senza effettuare la relativa denuncia, se in numero di 1500 è invece necessaria denuncia.
- La somma delle cartucce detenute non può in nessun caso superare le 1700 cartucce, (200+1500). Oltre tale limite si deve essere in possesso di licenza di deposito munizioni o licenza prefettizia per tiratori sportivi agonisti.

L'articolo 2 comma 4 della legge 18 aprile 1975, nonché la circolare del Ministero dell'Interno n. 559/C.11764.10171 del 17 giugno 1992 dispongono il divieto per i proiettili perforanti, i proiettili traccianti e quelli esplosivi mentre è vietato l'uso dei proiettili a punta cava solo per la difesa personale ma non per attività ludiche o della caccia.
La circolare del Ministero dell'Interno dd. 31/3/2004, partendo dal presupposto che 1.500 cartucce da caccia siano sufficienti per i cacciatori, presume che lo stesso numero sia adeguato anche per i tiratori agonisti (essere agonisti è normalmente il requisito per la licenza di trasporto, concessa anche agli istruttori di tiro; il mero deposito è concedibile anche per motivi di semplice collezione). Inoltre mentre in un primo tempo tale licenza aveva durata annuale, ora è rilasciata a tempo indeterminato, per cui la prova di essere agonista attivo è logicamente riferita all'anno precedente la richiesta, fermo restando che la prefettura italiana competente, venendo meno il requisito, potrebbe revocarla. Per gli agonisti del tiro è disponibile una licenza apposita da richiedere presso la Prefettura, che permette di detenere fino a 1.
500 cartucce per arma corta con le quali si svolgono competizioni in aggiunta alle 200 e trasportarne fino a 600.
Il deposito è da intendersi quale "mera detenzione", per cui sono da ritenerci sufficienti misure di custodia ordinarie. Le cartucce indicate nella licenza si sommano a quelle ordinarie (200 per arma comune ecc.). Anche il numero di 600 cartucce trasportabili è indicato semplicemente in una risposta a quesito (dd.20/10/2006) e non costituisce un limite legalmente imposto. Si possono detenere fino a 5 kg di polveri per ricaricamento delle munizioni, i 5 chilogrammi equivalgono a detenere 1500 cartucce ciò vuol dire che nel caso si abbiano 1500 cartucce cariche non si dovrà avere polvere sciolta oppure, se si hanno 5 kg di polvere non si potranno avere cartucce cariche. Si dovrà quindi ricaricare ogni munizione prelevando la polvere dal quantitativo in deposito così che all'aumentare delle cartucce cariche si avrà un relativo diminuire della quantità di polvere. Si calcola la quantità di polvere divisa per ogni cartuccia detenibile (5.000 / 1500 = 3.33) e si ha la quantità di 3,33 grammi di polvere per ogni munizione caricata. (Si tratta di un calcolo empirico in quanto in una cartuccia 9 x 21 per arma sportiva possono esserci anche solo 0,3 grammi - corrispondenti a 4,6 grani - unità di misura utilizzata in ricarica). Il numero 1.500 qui indicato si riferisce alle cartucce da caccia, per cui in caso di possesso di licenza prefettizia per 1.500 cartucce come tiratore agonista e previa denuncia si potranno detenere 200 cartucce, 5 kg di polvere e 1.500 cartucce aggiuntive (o il diverso numero indicato in licenza).